# Orvosi kecskeruta

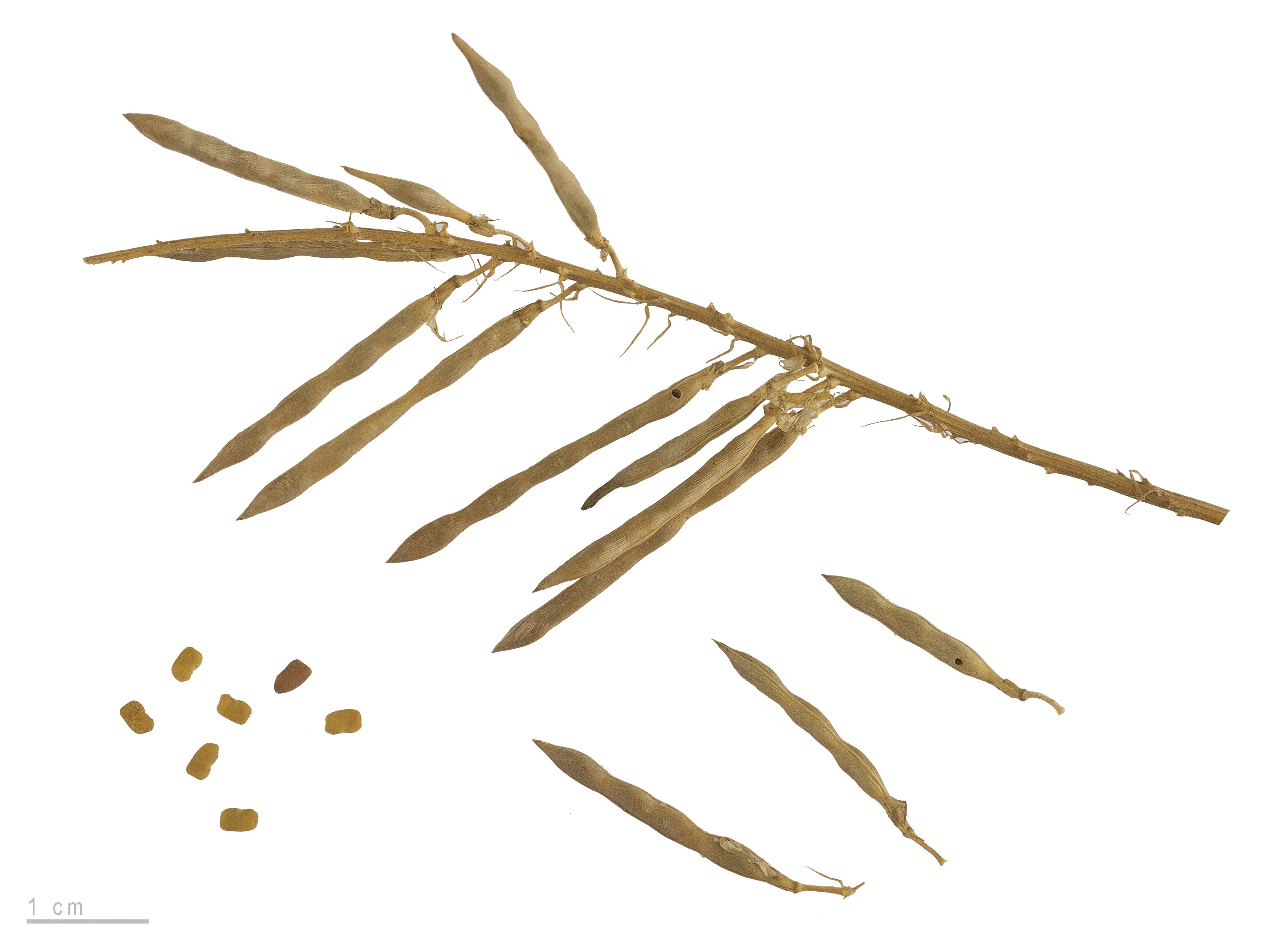
Galega officinalis

Az orvosi kecskeruta (Galega officinalis) a pillangósvirágúak (Fabaceae) családjába tartozó növényfaj. A Közel-Keleten őshonos, de Európába, Nyugat-Ázsiába, Pakisztánba is betelepítették.

## Jellemzése
Az orvosi kecskeruta évelő növény, amely bokrosan nő, és felálló szára 40–100 cm magas. Páratlanul szárnyalt levelei rövid nyelűek, és 11-19 levélkéből állnak. A levélkék lándzsásak vagy elliptikus alakúak. Virágfürtjei hosszú nyelűek és dús virágúak. Virágai lilás vagy fehér színűek. Hüvelytermése 2–3 cm hosszú, sokmagvú, a magvak között finom befűződésekkel. Nektár és virágpor termelése méhészetileg is fontos. Virágzása július - augusztusban folyamatosan tart.

## Felhasználása
A kecskerutát belsőleg emésztési zavarok kezelésében, valamint a mellékvesekéreg és a hasnyálmirigy működésének serkentésére használják. Vízhajtó, enyhébb lefolyású cukorbetegség esetén vércukorszint-csökkentő hatását használják ki. A kecskeruta kivonata kedvező hatást gyakorol a tejelválasztásra, ezért használható szoptató anyák tejfokozására, és a tej tartalmasabbá, zsírosabbá tételére. Hollandiában a tehenek tejhozamának fokozására a takarmányhoz kecskerutát adagolnak. Gyenge izzasztó hatású. Külsőleg kozmetikai készítményként mellápolásra használják.
Epilepszia esetén is ajánlják fogyasztani, egyéb gyógynövényekkel teakeverékként. Régebben a népgyógyászat sűrűbben alkalmazta erre a célra.

### Kockázatok
A kecskeruta használata megfelelő adagolásban gyógyhatású, azonban mértéktelen fogyasztása, különösen a magvaké, ártalmas. A vércukorszint kóros mértékű csökkentésével baleseteket idézhet elő. Túlzott fogyasztása fokozott nyálazást és köhögési ingert válthat ki. Az egyéb gyógyszerekkel való káros kölcsönhatás veszélye miatt alkalmazása csak orvosi javallatra ajánlatos.